# فرودگاه تورینو-آئریتالیا
فرودگاه تورینو-آئریتالیا (به انگلیسی: Torino-Aeritalia Airport) (به زبان بومی: Aeroporto Torino-Aeritalia "Edoardo Agnelli") یک فرودگاه خصوصی است که یک باند فرود سنگفرش آسفالت دارد و طول باند آن ۱۰۷۴ متر است. این فرودگاه در شهر تورین کشور ایتالیا قرار دارد و در ارتفاع ۲۸۸ متری از سطح دریا واقع شده است.